# Othello (Washington)
Othello (kiejtése: oʊˈθɛloʊ) az Amerikai Egyesült Államok északnyugati részén, Washington állam Adams megyéjében elhelyezkedő város. A 2010. évi népszámlálási adatok alapján 7364 lakosa van.
A település könyvtára 1995-ben nyílt meg. A város piactere a megyei vásár és rodeó helyszíne. 1998-tól a kanadai darvak érkezésének megünneplésére minden márciusban megrendezik a Sandhill Crane Festivalt.
Othellót lefedik a People for People autóbuszvonalai.

## Történet
A térség első fehér bőrű lakói az 1884-ben itt letelepedő Ben és Sam Hutchinson voltak. 1904-ben megnyílt Othello postahivatala; a település nevét a Tennessee állambeli azonos nevű helységről kapta.
A Chicago, Milwaukee, & St. Paul Railroad vasútvonala 1907-ben készült el; a vasúti dolgozókat az 1912-ben megnyílt hotelben szállásolták el. A vasúttársaság fűtőházat és fordítókorongot létesített; az utóbbinak otthont adó faépület 1919-ben leégett, ezt később újjáépítették.
Othello 1910. május 31-én kapott városi rangot. 1947-től itt működtek a regenerációs hatóság egyes irodái. Az 1950-es évek elejére kiépítették a csatornahálózatot; korábban a vizet a Rák-patak és helyi kutak szolgáltatták. A több mint 7000 jelentkezőből 1952. május 31-én választották ki azt a 42 főt, akik telket vásárolhattak itt.
A város közelében található radarállomás 1951 és 1973 között működött. 1958-ban jégüzem nyílt, az 1960-as években az egyik legnagyobb iparág a mirelitáruk csomagolása lett.

## Éghajlat
A város éghajlata félsivatagi sztyeppe (a Köppen-skála szerint BSk).
| Hónap                         | Jan.  | Feb.  | Már.  | Ápr. | Máj. | Jún. | Júl. | Aug. | Szep. | Okt.  | Nov.  | Dec.  | Év    |
| ----------------------------- | ----- | ----- | ----- | ---- | ---- | ---- | ---- | ---- | ----- | ----- | ----- | ----- | ----- |
| Rekord max. hőmérséklet (°C)  | 17,8  | 19,4  | 26,1  | 32,8 | 37,2 | 41,1 | 43,9 | 45,6 | 38,9  | 32,8  | 22,8  | 17,2  | 45,6  |
| Átlagos max. hőmérséklet (°C) | 1,7   | 6,1   | 11,7  | 16,1 | 20,6 | 24,4 | 28,3 | 28,3 | 23,3  | 16,1  | 7,2   | 1,7   | 15,5  |
| Átlagos min. hőmérséklet (°C) | −5,0  | −2,2  | −0,6  | 2,2  | 6,1  | 9,4  | 12,2 | 12,2 | 8,3   | 2,8   | −0,6  | −4,4  | 3,4   |
| Rekord min. hőmérséklet (°C)  | −32,2 | −31,7 | −13,9 | −8,9 | −5,0 | −0,6 | 1,1  | 2,2  | −2,8  | −10,0 | −25,6 | −26,1 | −32,2 |
| Átl. csapadékmennyiség (mm)   | 24    | 22    | 22    | 16   | 19   | 13   | 10   | 8    | 10    | 14    | 26    | 31    | 215   |
| Forrás: The Weather Channel   |       |       |       |      |      |      |      |      |       |       |       |       |       |

## Népesség
A 2010-es népszámláláskor a városnak 7364 lakója, 2108 háztartása és 1669 családja volt. A népsűrűség 715 fő/km2. A lakóegységek száma 2185, sűrűségük 212,1 db/km2. A lakosok 53,4%-a fehér, 0,5%-a afroamerikai, 2,2%-a indián, 1,2%-a ázsiai,  39,6%-a egyéb, 3,2%-a pedig kettő vagy több etnikumú. A spanyol vagy latino származásúak aránya 74,7% (   )
A háztartások 57,8%-ában élt 18 évnél fiatalabb. 56,5% házas, 15,8% egyedülálló nő, 6,8% egyedülálló férfi, 20,8% pedig nem család. 17,1% egyedül élt; 7,6%-uk 65 éves vagy idősebb. Egy háztartásban átlagosan 3,46 személy élt; a családok átlagmérete 3,91 fő.
A medián életkor 25,6 év volt. A város lakóinak 37,9%-a 18 évesnél fiatalabb, 11,1% 18 és 24 év közötti, 27,2%-uk 25 és 44 év közötti, 15,6%-uk 45 és 64 év közötti, 8,1%-uk pedig 65 éves vagy idősebb. A lakosok 50,4%-a férfi, 49,6%-a pedig nő.

## Nevezetes személyek
- Bill Crow, író és zenész[20]
- Davey Richards, pankrátor[21]
- Jim Sandusky, amerikaifutball-játékos[22]
- Pee Wee, énekes[23]
- Stephen Beus, zongorista[24]

## Testvérváros
- Wulensi, Ghána[25]

## Fordítás
- Ez a szócikk részben vagy egészben  az   Othello, Washington című angol Wikipédia-szócikk ezen változatának fordításán alapul.  Az eredeti cikk szerkesztőit annak laptörténete sorolja fel. Ez a jelzés csupán a megfogalmazás eredetét és a szerzői jogokat jelzi, nem szolgál a cikkben szereplő információk forrásmegjelöléseként.